# Joseph Anton Bohl
Joseph Anton Bohl (* 16. März 1801 in Dinkelsbühl; † 5. Mai 1878 in Augsburg) war ein deutscher  Orgelbauer.

## Leben
Bohl lernte bei seinem Vater das Schreinerhandwerk. Darauf ging er nach Neresheim zu Johann Michael Schultes (1776–1858), um sich auf den Orgelbauerberuf zu spezialisieren. Danach arbeitete er bei Josef Wirth (1760–1819) in Augsburg und bei Franz Xaver Peiffer (vor 1821–nach 1827) in Göggingen. Er erhielt 1827 in Augsburg die Konzession als Klavier- und Orgelbauer, welche er 1873 zurückgab. Seine Werkstatt führte Johannes Offner (1846–1887) weiter. Bei Bohl lernte unter anderem Philipp Bichler (1821–1893) den Orgelbauerberuf.
Bohl bevorzugte Brüstungsorgeln und gestaltete seine Prospekte meist in klassizistischer Weise. Neben der Schleiflade baute er bereits ab 1853 die Kegellade, die zunächst als Pedallade Verwendung fand. Kennzeichnend sind Flötenregister in unterschiedlicher Bauform.

## Werkliste (Auszug)
Kursivschreibung zeigt an, dass die Orgel nicht mehr oder nur noch der Prospekt erhalten ist. In der fünften Spalte bezeichnet die römische Zahl die Anzahl der Manuale, ein großes „P“ ein selbstständiges Pedal. Die arabische Zahl gibt die Anzahl der klingenden Register an. Die letzte Spalte bietet Angaben zum Erhaltungszustand und zu Besonderheiten sowie Links mit weiterführender Information.
| Jahr      | Ort         | Gebäude                             | Bild | Manuale | Register | Bemerkungen |
| --------- | ----------- | ----------------------------------- | ---- | ------- | -------- | --- |
| 1828      | Augsburg    | St. Stephan                         |      | I/P     | 14       | nicht erhalten |
| 1835      | Emersacker  | St. Martin                          |      | I/P     | 7        | nicht erhalten |
| um 1840   | Apfeldorf   | Heilig Geist                        |      | I/P     | 9        | nicht erhalten |
| 1841      | Pfersee     | St. Michael                         |      |         |          | Gehäuse erhalten |
| 1844      | Kinsau      | St. Matthäus                        |      | I/P     | 12       | nicht erhalten |
| 1846      | Dezenacker  | St. Elisabeth                       |      | I       | 5        | jetzt im Orgelzentrum Valley → Orgel                                                                                        |
| 1846      | Stoffen     | Mariä Heimsuchung                   |      |         |          | Gehäuse erhalten |
| 1848      | Grabenstätt | Johanneskirche                      |      | I/P     | 10       | erhalten; restauriert durch Willi Osterhammer, Prien                                                                        |
| 1846–1850 | Augsburg    | Dom Mariä Heimsuchung, Epistelorgel |      | II/P    | 32       | nicht erhalten |
| 1854      | Waldstetten | St. Martin                          |      | II/P    | 21       | Gehäuse erhalten |
| 1856      | Friedberg   | St. Jakob                           |      | I/P     | 12       | durch Steinmeyer erweitert; 1928 nach Vohenstrauß, 1932 in Filialkirche Waldau versetzt, dort 1990 abgebaut; nicht erhalten |
| 1863      | Pleinfeld   | St. Nikolaus                        |      | I/P     | 10       | nicht erhalten, 1963 durch Kemper-Orgel ersetzt                                                                             |
| 1859      | Augsburg    | St. Maximilian                      |      | II/P    | 20       | nicht erhalten, Kriegszerstörung                                                                                            |
| 1867      | Lechhausen  |                                     |      | II/P    | 20       | nicht erhalten |
| 1868      | Oberstdorf  | St. Johannes Baptist                |      | II/P    | 22       | nicht erhalten, 1935 Neubau durch Zeilhuber                                                                                 |
| 1868      | Ehekirchen  | St. Stephan                         |      | I/P     | 7        | nicht erhalten; 1893 nach Seiboldsdorf; 1896 Neubau durch Franz B. Maerz                                                    |
| 1871      | Hausen      | St. Peter und Paul                  |      |         |          | |
| 1872      | Adelzhausen | St. Elisabeth                       |      | I/P     | 10       | nicht erhalten |
| 1875      | Gebenhofen  | Mariä Geburt                        |      | I/P     | 9        | erhalten |
| 1877      | Steinheim   | St. Nikolaus                        |      | I/P     | 6        | Gehäuse erhalten, Werk zweimal erneuert                                                                                     |